# Luis García (football, 1979)
Pour les articles homonymes, voir Luis García et García.
Luis García Conde est un footballeur espagnol né le 23 avril 1979 à Tolède.

## Palmarès
- Real Saragosse
  - Vainqueur de la Supercoupe d'Espagne en 2004.